# Reichenau (Landkreis Konstanz)
Reichenau település Németországban, azon belül Baden-Württembergben. Lakosainak száma 5456 fő (2023. december 31.). Reichenau Konstanz és Allensbach községekkel határos.

## Népesség
A település népessége az elmúlt években az alábbi módon változott:
| Lakosok száma | 4538 | 5299 | 5307 | 5250 | 5401 | 5456 |
|               | 1975 | 2017 | 2019 | 2021 | 2022 | 2023 |

## A település részei
- Insel Reichenau
- Schopflen
- „Festland“
- Gewann Schlafbach
- Flur Zugwiesen
- Schönenberg (exkláve)
- Gewann Galgenacker